# Barbara Billingsley
Barbara Lillian Billingsley, geborene Barbara Lillian Combes (* 22. Dezember 1915 in Los Angeles, Kalifornien; † 16. Oktober 2010 in Santa Monica, Kalifornien) war eine US-amerikanische Schauspielerin.

## Leben
Barbara Billingsley, ursprünglich Barbara Lillian Combes, wurde als jüngste Tochter des Streifenpolizisten Robert Collyer Combes und dessen Ehefrau Lillian Agnes McLaughlin geboren. Billingsley hatte eine ältere Schwester, Elizabeth. Nach der Scheidung ihrer Eltern wuchs sie mit ihrer Schwester bei ihrem alleinerziehenden Vater auf. 1925 heiratete ihr Vater erneut und wurde später Stellvertretender Polizeichef des Distrikts. 
Billingsley besuchte die George Washington High School, jetzt Washington Preparatory High School, in Los Angeles, die sie 1934 mit dem Abschlusszeugnis verließ. Bereits auf der High School wirkte Billingsley in verschiedenen Schulaufführungen mit. Sie besuchte anschließend ein Jahr das Los Angeles Junior College und entschied sich dann, Schauspielerin zu werden.
Nach einem Vorsprechen am Broadway wurde sie 1937 für die Rolle der Laureen Lee in der Komödie Straw Hat von John Unkelbach engagiert. Das Stück lief insgesamt fünf Jahre. Sie wirkte dann noch bei einer Tourneetheaterproduktion des Stücks Accidentally Yours an der Seite von Billie Burke als deren Nichte mit, gab dann jedoch ihre Karriere als Bühnenschauspielerin auf. Billingsley arbeitete anschließend als Fotomodell für Modeaufnahmen und als Model bei Modenschauen unter anderem für die amerikanische Designerin Hattie Carnegie. 
1945 wurde sie von Metro-Goldwyn-Mayer unter Vertrag genommen. Billingsley spielte bis Ende der 1940er Jahre ausschließlich Nebenrollen, bei denen sie meistens nur eine einzige Szene hatte und häufig nicht einmal im Abspann erwähnt wurde. Billingsley verkörperte später dann teilweise etwas größere Nebenrollen, unter anderem in der Filmkomödie Three Guys Named Mike (1951) an der Seite von Jane Wyman, in dem Western Apachenschlacht am schwarzen Berge (1951), in dem Thriller Verschwörung im Nachtexpress (1951, als junge Mutter, die Abraham Lincoln vor dessen Ermordung begegnet), in dem Filmdrama Geborgtes Glück (1952, als Sekretärin von Louis Calhern) und in dem Science-Fiction-Film Invasion vom Mars (1953, wieder als Sekretärin). Unter der Regie von Vincente Minnelli spielte sie 1952 in dessen Melodram Stadt der Illusionen. Ihre einzige Hauptrolle in einem Kinofilm hatte sie in der Rolle der Helen Meredith als Mutter eines Teenagers in dem Filmdrama The Careless Years (1957).
Seit den 1950er Jahren war Billingsley auch im Fernsehen zu sehen. Sie spielte zunächst Gast- und Episodenrollen in verschiedenen Fernsehserien. Ihre erste durchgehende Serienrolle war die Rolle der Helen Wilson, die Ehefrau des Kinderpsychologen Dr. Thomas Wilson in der Fernsehserie Professional Father (1955). In der Fernsehserie The Brothers verkörperte sie 1957 für einige Folgen die Freundin von Gale Gordon. 
Ihren größten Erfolg erreichte sie mit der Mutterrolle der June Cleaver, der typischen amerikanischen Hausfrau und Mutter, die, immer perfekt gestylt, zuhause bleibt und ihre Familie unterstützt, in der amerikanischen Sitcom Erwachsen müßte man sein (Leave It To Beaver). Sie spielte diese Rolle zunächst von 1957 bis 1963. Sie verkörperte diese Rolle, nunmehr als Witwe und Großmutter, später auch in dem Fernsehfilm Still The Beaver (1983), dem Auftakt zur Nachfolgeserie, und in der Fortsetzung der Serie The New Leave It To Beaver (1983–1989). In der Filmversion Beaver ist los! (1997) übernahm sie die Rolle der Tante Martha.
Nach dem Ende von Erwachsen müßte man sein zog sich Billingsley zunächst weitgehend ins Privatleben zurück. Sie war lediglich 1971 in zwei Folgen der Krimiserie FBI zu sehen. 1980 nahm sie ihre Karriere als Schauspielerin wieder auf. Sie spielte eine Gastrolle in der Kultkomödie Die unglaubliche Reise in einem verrückten Flugzeug. Als weiße Passagierin, die Jive versteht, übersetzte sie den Ghetto-Slang von zwei schwarzen Passagieren für das Flugpersonal. In der deutschen Synchronfassung sprechen die beiden Männer mit bayrischem Dialekt.
Neben ihren Rollen in den verschiedenen Beaver-Revivals übernahm Billingsley weiterhin Fernsehrollen. 1995 spielte sie eine Gastrolle in der Serie Roseanne. 2003 hatte sie an der Seite von Jennie Garth ihre letzte Filmrolle in der Fernsehkomödie Secret Santa; Billingsley spielte Miss Ruthie, die Bewohnerin eines Altenheims.

## Privates
Billingsley trat zunächst bis 1941 unter dem Namen Barbara Combes als Schauspielerin auf. Sie war insgesamt dreimal verheiratet. Nach ihrer ersten Ehe mit dem Gastronomen Glenn Billingsley Sr. trat sie unter dem Namen Barbara Billingsley auf. Aus der Ehe gingen zwei Söhne hervor. Die Ehe wurde Ende der 1940er Jahre wieder geschieden. In zweiter Ehe war Billingsley von 1953 bis zu seinem Tod mit dem Filmregisseur Roy Kellino (1912–1956) verheiratet. 1959 heiratete sie in dritter Ehe den Arzt William S. Mortensen; dieser starb 1981. Billingsley starb in ihrem Haus in Santa Monica an Polymyalgie.

## Filmografie (Auswahl)
- 1945: Mann ohne Herz (Adventure)
- 1946: Erfüllte Träume (Two Sisters from Boston)
- 1946: Der unbekannte Geliebte (Undercurrent)
- 1946: Geheimnis des Herzens (The Secret Heart)
- 1947: Endlos ist die Prärie (The Sea of Grass)
- 1947: Liebe auf den zweiten Blick (Living in a Big Way)
- 1947: Tanz ohne Ende (The Unfinished Dance)
- 1948: Cisco räumt auf (The Valiant Hombre)
- 1948: Akt der Gewalt (Act of Violence, Sprechrolle)
- 1949: Gefangen (Caught)
- 1949: Hoher Einsatz (Any Number Can Play)
- 1949: Ein Kuß für Corliss (A Kiss for Corliss)
- 1950: Drohende Schatten (Shadow on the Wall)
- 1951: Von Gier besessen (Inside Straight)
- 1951: Apachenschlacht am schwarzen Berge (Oh! Susanna)
- 1951: Verschwörung im Nachtexpreß (The Tall Target)
- 1951: Angels in the Outfield
- 1952: Geborgtes Glück (Invitation)
- 1952: Stadt der Illusionen (The Bad and the Beautiful)
- 1953: Invasion vom Mars (Invaders from Mars)
- 1954: Day of Triumph
- 1955: Professional Father (Fernsehserie, 18 Folgen)
- 1956–1957: The Brothers (Fernsehserie, 5 Folgen)
- 1957: The Careless Years
- 1957–1963: Erwachsen müßte man sein (Leave It to Beaver) (Fernsehserie, 235 Folgen)
- 1971: FBI (The F.B.I.) (Fernsehserie, 2 Folgen)
- 1980: Die unglaubliche Reise in einem verrückten Flugzeug (Airplane!)
- 1982: Mork vom Ork (Mork & Mindy) (Fernsehserie, Folge 4x18 Mindy im Gefängnis)
- 1983: Still the Beaver (Fernsehfilm)
- 1983/1987: Love Boat (Fernsehserie, 2 Folgen)
- 1983–1989: Still the Beaver (The New Leave It to Beaver) (Fernsehserie, 101 Folgen)
- 1984–1991: Jim Henson’s Muppet Babies (Muppet Babies, Fernsehserie, 107 Folgen, Sprechrolle)
- 1985: Unglaubliche Geschichten (Amazing Stories, Fernsehserie, Folge 1x10)
- 1987: Mike Hammer (Mickey Spillane’s Mike Hammer, Fernsehserie, Folge 3x14)
- 1987: High-Life am Strand (Back to the Beach)
- 1987: Die Hexen von Bay Cove (Bay Coven, Fernsehfilm)
- 1991: Parker Lewis – Der Coole von der Schule (Parker Lewis Can’t Lose, Fernsehserie, Folge 1x16)
- 1991: Harrys Nest (Empty Nest, Fernsehserie, Folge 4x12)
- 1994: Murphy Brown (Fernsehserie, Folge 6x19)
- 1997: Beaver ist los (Leave It to Beaver)
- 2003: Auf der Jagd nach dem Weihnachtsmann (Secret Santa, Fernsehfilm)